# توم سافاج
توم سافاج (بالإنجليزية: Tom Savage)‏ هو لاعب كرة قدم أمريكية أمريكي، ولد في 26 أبريل 1990 في Springfield Township, Delaware County, Pennsylvania ‏ في الولايات المتحدة.

## وصلات خارجية
- توم سافاج على موقع إي إس بي إن.كوم (أن.أف.أل)3
- توم سافاج على موقع مرجع كرة القدم المحترفة.كوم (الإنجليزية)
- توم سافاج على موقع كلية كرة القدم في سبورتس رفرنس.كوم (الإنجليزية)